# Драмско поле
Драмското поле (на гръцки: Κάμπος της Δράμας) е котловина в североизточната част на Егейска Македония, Гърция, формираща средния басейн на река Драматица, която протича през западната ѝ част.

## Географска характеристика

### Положение, граници, големина
Драмското поле е разположено между Боздаг (Фалакро) и планините по крайбрежието на Бяло море.
Формата му е продълговата, изтеглена в посока югоизток-северозапад. Дължината му е около 35-40 километра, а ширината се колебае между 10 и 15 километра. В средната си част е стеснено от склоновете на Кушница (Пангео) и рида Бунарбаши.

### Климат и води
В миналото една от характерните географски забележителности на котловината е било разположеното в югоизточната част блато Берекетли гьол. През летните месеци водата в него е намалявала значително, като не само са изсъхвали мочурливите му краища, но и е било възможно пеш да бъде пресечено самото блато в посока изток-запад. Освободените от водата места са били особено плодородни, откъдето идва и самото името на блатото. В района също е била силно развита търговията с медицински пиявици, които са били изобилно срещани в мочурливите околности на блатото. Днес блатото е пресушено и на негово място има обработваеми земи.
Основните водоизточници на някогашното блато са карстовите скали в подножието на рида Бунарбаши, от които извират няколко буйни извора. Техните води някога са се вливали директно в блатото, като най-голям е делът на едноименния извор Бунарбаши. От този извор към блатото някога е протичала малка, но сравнително многоводна река, с дълбоко, землисто корито. Водата от Берекетли гьол се е оттичала на северозапад през Драмското поле, като образуваната рекичка е била с мочурливи брегове, поради малкия наклон и съответно бавното течение на водата. В днешно време водата тече през прави канали, прокопани между блоковете земеделска земя.
Към средата на котловината, която съвпада и с нейната най-ниска част, изтичащата в миналото през рекичката, а днес от каналите вода се слива с реките Драматица и Панега. Драматица, която се смята за начало на новообразуваната река, има за свой водосборен басейн долините между източния край на Боздаг и източния край на Бунарбаши, като се спуска до град Драма. Тези части от реката обаче през летния сезон пресъхват. Вече в самия град Драма няколко многоводни пещерни извора създават същинската част на реката, поради която причина тя и носи името на града.

### Почви
Покрито е с дебел слой наносни почви и е много плодородно.

### Селища
Основно селище в котловината е едноименният град Драма.

## История
Край източния бряг на блатото Берекетли гьол, в района на извора Бунарбаши са запазени руини от античния град Филипи, известен с това, че през 42 година пр. Хр. край него, в битката при Филипи, Октавиан Август и Марк Антоний побеждават убийците на Гай Юлий Цезар – Марк Юний Брут и Касий по време на освободителната гражданска война.

## Стопанство
Основен поминък на населението в района в края на XIX и началото на XX век са тютюнопроизводството, отглеждането на памук, лозя, житни култури и ориз, както и производството на коприна.